# Hennely Jimenez
Hennely Jimenez (* 1985 oder 1986 in Venezuela) ist eine US-amerikanische Schauspielerin, Tänzerin und ein Model.

## Leben
Jimenez wurde in Venezuela geboren, wuchs aber mit drei jüngeren Schwestern in den USA auf. Während ihrer High-School-Zeit war sie Cheerleaderin bei den Miami Dolphins und später Tänzerin der Miami Heat. Sie ging als Teil einer Tänzergruppe auf Tournee und trat auch in verschiedenen Fernsehsendungen auf. An der University of Florida erhielt sie ihren Bachelor of Science in Werbejournalismus mit dem Nebenfach Betriebswirtschaft. 2011 gab sie ihr Schauspieldebüt im Kurzfilm Eye of the Storm. Im selben Jahr stellte sie die weibliche Hauptrolle der Kelly Garcia im Actionfilm 200 MPH dar. Außerdem erhielt sie Episodenrollen in den Fernsehserien Supah Ninjas und Death Valley sowie eine Rolle im Kurzfilm Assumption. 2012 spielte sie im Spielfilm The Scam die weibliche Hauptrolle der Amy Cruz. Im selben Jahr wirkte sie im Musikvideo zum Lied Missed Calls des US-amerikanischen Rappers Mac Miller mit. 2013 erhielt sie eine Rollenbesetzung im Film It’s Dark Here. Eine Nebenrolle folgte 2015 im Kurzfilm Hollywood Miles. Zuletzt war sie 2016 in Battle B-Boy – Tanz um Dein Leben als Filmschauspielerin zu sehen.

## Filmografie (Auswahl)
- 2011: Eye of the Storm (Kurzfilm)
- 2011: 200 MPH (200 M.P.H.)
- 2011: Supah Ninjas (Fernsehserie, Episode 1x10)
- 2011: Death Valley (Fernsehserie, Episode 1x10)
- 2011: Assumption (Kurzfilm)
- 2012: The Scam
- 2013: It’s Dark Here
- 2015: Hollywood Miles (Kurzfilm)
- 2016: Battle B-Boy – Tanz um Dein Leben (Battle B-Boy)